# 宗像教授シリーズ
『宗像教授シリーズ』（むなかたきょうじゅシリーズ）は、星野之宣による日本の漫画、及びそれを原作としたテレビドラマと小説のシリーズ。

## 概要
主人公の宗像伝奇が日本各地の様々な場所を学術調査で訪れ、その地の歴史や伝承などを独自の視点で再検証し、その結果、超次元的・超自然的な事件に遭遇していく様を描く。
連載形式としては、1話完結、もしくは2 - 3話で完結する短編シリーズの積み重ねという形になっている。
シリーズ第1作は『コミックバーガー』（スコラ）1990年20号、21号掲載の『巨人（ダイダラ）伝説』だが、これは後に『コミックトム』（潮出版社）で開始され現在まで至る連載のメインテーマとなる「民俗学・古代史の新解釈」とは異なり、伝奇SF的色彩が濃厚で、超古代文明の遺物である巨人＝タイタン＝ダイダラボッチが実際に登場する。
実際の作品名としては、『宗像教授伝奇考』（むなかたきょうじゅでんきこう、1995年 - 1999年、月刊コミックトム→月刊コミックトムプラス、潮出版社）と、その続篇の『宗像教授異考録』（むなかたきょうじゅいこうろく、2004年 - 2010年、ビッグコミック、小学館）、読切の『スサノオ最後の戦い』（2013年、ビッグコミック、小学館のアンソロジー『天才たちの競演』第2集に収録）、番外編『クビライ -世界帝国の完成-』（後述）、『宗像教授世界篇』（むなかたきょうじゅせかいへん、2023年 - 、ビッグコミック、小学館）が存在する。
この他、主人公としてではないが『レインマン』（2015年 - 2018年、ビッグコミック、小学館）にも宗像が登場している。
2009年11月5日から2010年1月3日まで、日本の漫画原画としては初めて大英博物館（「Asahi Shimbun Displays」コーナー）に翻訳展示された。

## 主要登場人物
宗像 伝奇（むなかた ただくす）
主人公。恰幅の良いスキンヘッドの中年で、鼻の下に濃い髭をたくわえている。名前は南方熊楠から採られている。
東亜文化大学に勤務する民俗学教授であり、専門は「鉄」。自らの出自である宗像氏から、海上を行き来して文化を伝えた海人族の観点で考証を進めることも多いが、本人はカナヅチである。研究に対して常に誠実であり、清廉潔白なスタイルを崩すことは少ない。机上の研究だけでなくフィールドワークにも熱心で、しょっちゅう旅をしている。柔軟な発想力を持っており、従来の歴史学・民俗学では奇想と捉えられるような大胆な仮説を立てることもしばしばある。
どこに行くにも山高帽にスーツに黒いマント、ステッキというスタイルを崩さない。出先でトラブルやハプニングに出くわすことが多いためか、ステッキには鉄芯が入っており、コンパスや懐中電灯・オイルライターなどの「七つ道具」も常に携帯している。
健啖家で食べることが好き。よく何かを食べるシーンが登場するが、果物などは皮も剥かずに口に入れてしまう。また、煙草は苦手なようであり、神奈とはしばしば衝突する。
実家は福岡県・宗像市にある宗像大社摂社・海照火明神社（あまてるほあかりじんじゃ）の神主であり、次男であることを利用し兄に神職を押し付けるような形で東京の大学に進学したことに負い目を抱いている。妻と娘がいたが、交通事故によって死別し、そのまま現在まで男やもめ。
『伝奇考』6集「流星剣」で学内の学閥争いに嫌気が差し、無期限の休職願いを提出しており、以降はヨーロッパやアジア各地を巡っていた様子が「龍神都市」で描かれ、帰国後に復職している。
『異考録』14 - 15集「大英博物館の冒険」での活躍を経て、イギリスの大学からの招聘に応じ2年の期限付きで旅立ち、イギリスのみならず各国の遺跡などのフィールドワークを行い、『世界篇』第一話で帰国する。ギョベクリ・テペ遺跡の発掘内容から新たな仮説を展開している。忌部捷一郎から神奈の死を知らされ、改めて研究とその実証のために残りの人生を費やすと宣言する。
池 麗美奈（いけ れみな）
雑誌の編集者。宗像には毎年干支にまつわる小文を執筆してもらっており、そのための取材旅行に同行することが多い。貧血体質で、すぐに気絶する。
「流星剣」より、中世日本史を専門にする助教授・竜胆 恒清（りんどう つねきよ）と交際していることが発覚。「龍神都市」にて宗像が帰国するまでに結婚したが、寿退職はせず編集者を続けている。
忌部 捷一郎（いみべ しょういちろう）
歴史家。雑誌やテレビ受けする奇想天外な仮説を打ち立て、それをマスコミに売ることで生計を立てているが、本人はヤマトタケル伝説に関する研究をメインテーマとしている。宗像教授は忌部を「歴史屋」と揶揄しているが、彼の奇想は宗像と通じる部分も多い。オカマ口調で喋る。
『世界篇』第一話で帰国した宗像と再会。見る影もなく憔悴していたが、妹の神奈の訃報を伝え、妹が研究していた内容の推測を宗像に頼む。宗像の立てた推論を基に書いた本を妹の名で出版する。その後もテレビ局向けの脚本などを書いているが、以前の受け狙い一辺倒からは一皮むけた様子。『白鳥の陵』では、自信を持って堂々と活動する妹に対してのコンプレックスと憧れを抱いていたことを吐露している。
忌部 神奈（いみべ かな）
忌部の妹で、歴史家（女性史研究家）。ただし、本人の言によれば、神木研究家、温泉評論家でもある。出雲忌部の出自で、一族との関わりは兄より多い。愛煙家であり基本的に人目をはばからず喫煙するため、宗像から嫌がられている。
『異考録』9集で卵巣癌を患っていることを告知され、子を産めなくなることに悩んでいたが、宗像との関わりあいから（宗像本人は気づいていない）、同10集で卵巣摘出術を受ける。施術後は“女神”を研究することを決めた。『異考録』最終話で渡英する宗像にこっそりついて行く。『世界篇』では、兄の捷一郎から自動車事故に遭い、入院中すでに進行していた病気で亡くなったと宗像に報せられた。回想シーンによるとイギリスで宗像のアシスタントのような真似をしていたが、自身の研究テーマに関わるヒントを提示され、自分の研究に戻ることを諭される。だが、直後に癌の再発が発覚したことで、宗像には何も告げず残された命を研究に使うため帰国した。事故の際に研究資料が車と共に焼失してしまったが、宗像に送っていた資料（参詣した神社の護符）などから取材過程と研究内容が類推された。『世界篇』の時系列では亡くなっているが、宗像や兄の回想として引き続き登場している。
『神南火』シリーズでは主役を務める。後記参照。
横月（よこづき）
「ビッグ文芸」の編集者で宗像や忌部の担当になるが、マイペースな2人に振り回されがち。ストレスに弱いのか腹を下すことも多い。
宗像 瀧（むなかた たき）
宗像の姪。父・常道（つねみち）が神主を務める海照火明神社で2人の姉・瑞（たぎり）と樹（いつき）と共に巫女をしていたが、『異考録』2集「割られた鏡」より宗像の研究を手伝うため巫女を辞し、宗像の許で暮らし始める。
叔父に似て健啖家。本人曰く「血糖値が下がりやすく、お腹が空くと動けなくなってしまう｣。少々ホレっぽいところもあり、探究心旺盛な男性には叔父である伝奇を重ねている節もある。『異考録』最終話で知り合った青年・菅田と学術調査に同行する形からの交際を始める姿が描かれたが、世界篇『国生み』では結婚して娘を出産するが離婚、宗像姓に戻ったと語られ、成人した娘の「勇魚（いさな）」が登場している。
芹沢（せりざわ）、早乙女（さおとめ）
『世界篇』より登場。「月刊ビッグヒストリー」の編集長とその部下。帰国した宗像に連載を依頼する。大学の先輩後輩でもあり、在学中はプロレス同好会に在籍。リングネームは「ブル芹沢」に「ゴジラ早乙女」。
早乙女は現在もちょっとした力自慢。大学構内に暴漢が現れた際には、宗像がステッキで凶器を打ち落としたのに合わせてタックルをかましている。地元プロレス団体のイベントにも助っ人として参加した。
芹沢は右目に眼帯をしているが、実は伊達。物部氏の子孫を名乗る人たちが集まり、史跡を巡る「磐船の会」にも参加している。

## 単行本

### 『宗像教授伝奇考』

#### 希望コミックス
全6巻+特別版1巻。
- 第一集
  - file.1：白き翼 鉄（くろがね）の星・前編 （コミックトム 1995年7月号）
  - file.2：白き翼 鉄（くろがね）の星・後編 （コミックトム 1995年8月号）
  - file.3：潮盈珠（シオミツタマ） （コミックトム 1995年3月号）
  - file.4：宗像の海 （コミックトム 1995年5月号）
  - file.5：贄（にえ）の木 （コミックトム 1995年7月号）
  - file.6：巨人（ダイダラ）伝説 （コミックバーガー 1990年10月23日号、11月13日号）
- 第二集
  - file.7：両面宿儺（りょうめんすくな） （コミックトム 1996年11月号）
  - file.8：狗（いぬ）の骨 （コミックトム 1994年5月号）
  - file.9：鉄人の逆襲 （コミックトム 1995年7月号）
  - file.10：女たちの神 （コミックトム 1996年9月号）
  - file.11：鼠浄土 （コミックトム 1996年3月号、4月号）
  - file.12：白雪（しらゆき）の伝説 （コミックトム 1996年5月号）
- 第三集
  - file.13：佐用姫（さよひめ）の河 （コミックトム 1997年5月号）
  - file.14：彗星王・羅睺（らごう）編 （コミックトム 1995年11月号、12月号）
  - file.15：彗星王・計都編 （コミックトム 1996年1月号）
  - file.16：牛王（ごおう）の訪来 （コミックトム 1997年1月号）
  - file.17：瓜子姫殺人事件 （コミックトム 1997年3月号）
  - file.18：酒呑童子異聞 （コミックトム 1997年7月号）
- 第四集
  - file.19：殺生石（せっしょうせき）・前編 （コミックトムプラス 1998年5月号）
  - file.20：殺生石（せっしょうせき）・後編 （コミックトムプラス 1998年6月号）
  - file.21：縄文の虎 （コミックトムプラス 1998年7月号）
  - file.22：父祖の地 （コミックトム 1997年9月号）
  - file.23：魔将軍 （コミックトム 1997年11月号）
- 第五集
  - file.24：西遊将門伝・前編 （コミックトムプラス 1998年8月号）
  - file.25：西遊将門伝・中編 （コミックトムプラス 1998年9月号）
  - file.26：西遊将門伝・後編 （コミックトムプラス 1998年10月号）
  - file.27：菊理媛（くくりひめ）は何を告げたか （コミックトムプラス 1998年11月号）
  - file.28：冬の兎 （コミックトムプラス 1999年1月号）
  - file.29：水天の都 （コミックトムプラス 1998年12月号）
- 第六集
  - file.30：氷の微笑（ほほえみ） （コミックトムプラス 1999年2月号）
  - file.31：桃太郎連説 （コミックトムプラス 1999年3月号）
  - file.32：夢と知りせば （コミックトムプラス 1999年4月号）
  - file.33：流星剣・前編 （コミックトムプラス 1999年5月号）
  - file.34：流星剣・中編 （コミックトムプラス 1999年6月号）
  - file.35：流星剣・後編 （コミックトムプラス 1999年7月号）
- 特別版
  - file.36：龍神都市・前編 （コミックトムプラス 1999年11月号）
  - file.37：龍神都市・後編 （コミックトムプラス 1999年12月号）
  - file.38：蛇神融合 （描き下ろし）
  - 土の女 （コミックトム 1993年1月号）
宗像は登場しない。
  - マレビトの仮面 （ホラーM 1995年3月号）
宗像は登場しない。
  - 星野之宣×諸星大二郎 スペシャル対談
  - 宗像教授のすべてが分かる マップ&作品解説

#### 潮漫画文庫
全7巻。
- 第一集（2004年刊行。収録作品はfile.1 - file.6。解説はとり・みき）
- 第二集（2004年刊行。収録作品はfile.7 - file.12。解説は竹内オサム。巻末に「［宗像教授伝奇考］ルポ」を収録）
- 第三集（2004年刊行。収録作品はfile.13 - file.18。解説は田中芳樹）
- 第四集（2004年刊行。収録作品はfile.19 - file.23。解説は斉藤光政）
- 第五集（2004年刊行。収録作品はfile.24 - file.29。解説は加門七海）
- 第六集（2004年刊行。収録作品はfile.30 - file.35。解説は鎌田東二）
- 第七集（2004年刊行。収録作品はfile.36 - file38、「土の女」、「マレビトの仮面」。解説は北森鴻。巻末に「スペシャル対談」を再録）

（注）第七集の巻末広告によれば文庫版は「全8巻」となっており、「第八集」が企画されていた模様。しかし、出版社のHPでは、本作品は「全7巻」と明記しており、未刊となっている。

#### ビッグコミックススペシャル
小学館特製版として再発刊。全8巻。
- 第1集（2007年12月刊行。収録作品はfile.1 - file.6、おまけ漫画「宗像教授電気考」）
- 第2集（2008年2月刊行。収録作品はfile.7 - file.12、「白雪の伝説」創作ノート、おまけ漫画「宗像教授ダ・ヴィンチ考」）
- 第3集（2008年3月刊行。収録作品はfile.13 - file.18、「酒呑童子異聞」創作ノート、おまけ漫画「宗像教授ゾンビ考」）
- 第4集（2008年4月刊行。収録作品はfile.19 - file.23、おまけ漫画「宗像教授漫神（まんがみ）考」）
- 第5集（2008年5月刊行。収録作品はfile.24 - file.29、おまけ漫画「宗像教授噴火考」）
- 第6集（2008年6月刊行。収録作品はfile.30 - file.35、「流星剣」創作ノート、おまけ漫画「宗像教授宗像氏考」）
- 第7集（2008年7月刊行。収録作品は「クビライ -世界帝国の完成-」 、「クビライ」創作ノート、おまけ漫画「宗像教授締切考」）
- 第8集（2008年8月刊行。収録作品は「イソラ幻想（文藝春秋 2008年4月臨時創刊号）」、file.36 - file.38、「土の女」、「マレビトの仮面」、おまけ漫画「宗像教箪笥考」）

（注）「収録作品」は希望コミックス版での話数を示し、ビッグコミックススペシャル版の目次に用いられている話数とは異なる。ビッグコミックススペシャル版の目次では、file.35までが希望コミックスと同じ、「クビライ」がfile.36、「イソラ幻想」がfile.37、以降順送りでfile.40までとなる。「土の女」、「マレビトの仮面」は話数が与えられず、番外扱いとなっている。

### 『宗像教授異考録』

#### ビッグコミックススペシャル
完結。全15巻。
- 第一集（2005年10月刊行）
  - 第1話：巫女の血脈（ビッグコミック 2004年10月25日号、11月10日号）
  - 第2話：百足と龍（ビッグコミック 2004年11月25日号、12月10日号、12月25日号）
  - 第3話：天平のメリー・クリスマス（ビッグコミック 2005年1月10日号、1月25日号）
  - 第4話：大天竺鶏足記（ビッグコミック 2005年2月1日号、2月25日号）
- 第二集（2006年8月刊行）
  - 第1話：花咲爺の犬（ビッグコミック 2005年3月10日号、3月25日号）
  - 第2話：割られた鏡（ビッグコミック 2005年4月10日号、4月25日号、5月10日号）
  - 第3話：織女と牽牛（ビッグコミック 2005年7月10日号、7月25日号、8月10日号、8月25日号）
- 第三集（2006年9月刊行）
  - 第1話：人穴（ビッグコミック 2005年5月25日号、6月10日号、6月25日号）
  - 第2話：鬼の来た道（ビッグコミック 2005年9月10日号、9月25日号、10月10日号）
  - 第3話：神在月（ビッグコミック 2005年10月25日号、11月10日号、11月25日号）
- 第四集（2007年3月刊行）
  - 第1話：サルタヒコ計画（ビッグコミック 2005年12月10日号、12月25日号、2006年1月10日号）
  - 第2話：鉄の帝国（ビッグコミック 2006年2月25日号、3月10日号、3月25日号）
  - 第3話：黒塚（ビッグコミック 2006年8月10日号、8月25日号、9月10日号）
- 第五集（2007年4月刊行）
  - 第1話：道成寺（ビッグコミック 2006年6月10日号、6月25日号、7月10日号、7月25日号）
  - 第2話：複合遺跡（ビッグコミック 2006年4月10日号、4月25日号、5月10日号、5月25日号）
  - 第3話：虫めづる姫君（ビッグコミック 2006年9月25日号）
- 第六集（2007年8月刊行）
  - 第1話：再会（ ビッグコミック 2006年11月10日号、11月25日号、12月10日号、12月25日号）
  - 第2話：テキスト天空の神話（ビッグコミック 2006年10月10日号、10月25日号）
  - 第3話：黄泉醜女（ビッグコミック 2007年1月10日号、1月25日号、2月10日号）
- 第七集（2008年2月刊行）
  - 第1話：赤の記憶（ビッグコミック 2007年2月25日号、3月10日号、3月25日号）
  - 第2話：砂鉄八犬伝（ビッグコミック 2007年4月10日号、4月25日号、5月10日号、5月25日号）
  - 第3話：吉備津の釜（ビッグコミック 2007年8月25日号、9月10日号）
- 第八集（2008年9月刊行）
  - 第1話：廃線（ビッグコミック 2007年8月10日号）
  - 第2話：久呂古志家の崩壊（ビッグコミック 2007年6月10日号、6月25日号、7月10日号、7月25日号）
  - 第3話：失われた島（ビッグコミック 2007年9月25日号、10月10日号、10月25日号、11月10日号）
- 第九集（2008年10月刊行）
  - 第1話：鯨神（ビッグコミック 2007年12月10日号、12月25日号、2008年1月10日号、1月25日号）
  - 第2話：雁風呂（ビッグコミック 2007年11月25日号）
  - 第3話：女帝星座（ビッグコミック 2008年4月25日号、5月10日号、5月25日号、6月10日号）
- 第十集（2009年3月刊行）
  - 第1話：巨木漂流（ビッグコミック 2008年3月10日号、3月25日号、4月10日号）
  - 第2話：ちいさきものの手（ビッグコミック 2007年9月10日号）
  - 第3話：女王陛下の百合若大臣（ビッグコミック 2008年9月25日号、10月10日号、10月25日号）
  - 第4話：権現の馬場（ビッグコミック 2008年11月10日号、11月25日号）
- 第十一集（2009年8月刊行）
  - 第1話：扶桑伝説（ビッグコミック 2008年12月10日号、12月25日号）
  - 第2話：無限回廊（ビッグコミック 2008年7月10日号、7月25日号、8月10日号、8月25日号）
  - 第3話：裂けた仮面（ビッグコミック 2008年5月10日号、5月25日号、6月10日号）
- 第十二集（2009年12月刊行）
  - 第1話：七人みさき（ビッグコミック 2009年1月10日号、1月25日号、2月10日号、2月25日号）
  - 第2話：生と死の女神（ビッグコミック 2009年3月10日号、3月25日号、4月10日号、4月25日号）
  - 第3話：神の背中（ビッグコミック 2008年8月10日号）
- 第十三集（2010年6月刊行）
  - 第1話：源氏物語昆虫記（ビッグコミック 2009年9月25日号、2009年10月10日号、2009年10月25日号、2009年11月10日号、2009年11月25日号）
1.蜻蛉 2.胡蝶 3.蛍 4.空蝉 5.鈴虫
  - 第2話：赤神 黒神（ビッグコミック 2009年12月10日号、2010年1月10日号、1月25日号）
- 第十四集（2010年10月刊行）
  - 第1話：湖成鉄（ビッグコミック 2009年6月25日号、7月10日号、7月25日号）
  - 第2話：天狗の爪（ビッグコミック 2010年2月10日号、2月25日号、3月10日号）
  - 第3話：大英博物館の冒険［前編］（ビッグコミック 2010年4月25日号、5月10日号、5月25日号、6月10日号）
- 第十五集（2011年2月刊行）
  - 第1話：大英博物館の冒険［後編］（ビッグコミック 2010年6月25日号、7月10日号、7月25日号、8月10日号、8月25日号、9月10日号）
  - 第2話：水鏡（ビッグコミック 2010年9月25日号、10月10日号、10月25日号）

#### 宗像教授セレクション
小学館ビッグコミックススペシャルより刊行。既作品より選出された作品を収録。
- 源氏物語と平安文学
全1巻。2024年4月30日発売。『再会』と『源氏物語昆虫記』を収録。
- 暗い村の伝承
全1巻。2024年8月30日発売。『贄の木』『久呂古志家の崩壊』『黒塚』を収録。
- 本当は残酷な昔話
全1巻。2025年1月30日発売。『赤の記憶』『瓜子姫殺人事件』『冬の兎』『桃太郎連説』を収録。
- 隠された神話
全1巻。2025年7月30日発売。『鯨神』『彗星王・羅睺編』『彗星王・計都編 』を収録。

### 『宗像教授世界篇』

#### ビッグコミックススペシャル
- 第一集（2023年8月刊行）
  - 第1話：獣の神殿（ビッグコミック 2023年3月10日号）
  - 第2話：狼の星座（ビッグコミック 2023年3月25日号、4月10日号）
  - 第3話：熊の王座（ビッグコミック 2023年4月25日号、5月10日号）
  - 第4話：斑の馬（ビッグコミック 2023年5月25日号、6月10日号）
  - 第5話：鹿男（シャーマン）・前編（ビッグコミック 2023年6月25日号）
- 第二集（2023年11月刊行）
  - 第5話：鹿男（シャーマン）・後編（ビッグコミック 2023年7月25日号、8月10日号）
  - 第6話：猪の小舟（ビッグコミック 2023年8月25日号、9月10日号）
  - 第7話：牽牛の河（ビッグコミック 2023年9月25日号、10月10日号）
  - 第8話：燔祭の羊・前編 / 中編（ビッグコミック 2023年10月25日号、11月10日号）
- 第三集（2024年4月刊行）
  - 第9話：燔祭の羊・後編（ビッグコミック 2023年12月10日号）
  - 第10話：白骨湖（スケルトン・レイク）（ビッグコミック 2023年12月25日号、2024年1月10日号）
  - 第11話：獅子の女（ビッグコミック 2024年1月25日号、2月10日号）
  - 第12話：白の翼 黒の石刃（ビッグコミック 2024年2月25日号、3月10日号、3月25日号）
- 第四集（2024年8月刊行）
  - 白き翼 鐵（くろがね）の道（ビッグコミック 2024年4月25日号、5月10日号、5月25日号）
  - 白鳥の陵（ビッグコミック 2024年6月10日号、6月25日号、7月10日号、7月25日号）
  - 蛇塚（おろちづか）・前編（ビッグコミック 2024年8月10日号）
- 第五集（2025年1月刊行）
  - 蛇塚（おろちづか）・後編（ビッグコミック 2024年9月10日号、9月25日号、10月10日号）
  - キツネと悪魔（ビッグコミック 2024年10月25日号、11月10日号、11月25日号）
  - 巨人たちの神話・前中編（ビッグコミック 2024年12月10日号、12月25日号）
- 第6集（2025年刊行）
  - 巨人たちの神話・後編（ビッグコミック 2025年1月25日号）
  - 黒鍬と鉞（ビッグコミック 2025年2月10日号、2月25日号、3月10日号）
  - 国生み（ビッグコミック 2025年4月25日号、5月10日号、5月25日号、6月10日号）

### 『神南火』
『神南火』（かむなび）は、『異考録』が執筆される以前に、同じ雑誌である『ビッグコミック』および『ビッグコミック増刊号』に掲載されたシリーズで、忌部捷一郎の妹である歴史家・忌部神奈が主人公である。
テーマ的に大きく重なり、その後に描かれた『異考録』にも神奈が登場する。また、「花と磐」のエピソードには、宗像と異様なまでに顔が似ている『月刊ビッグ文芸』編集長・行方 和里男（なめかた わりお）が登場する。単行本全1巻（小学館・ビッグコミックススペシャル）。
- 神南火（かむなび） 忌部神奈・女の神話シリーズ（2004年12月刊行）
  - 第1話：神南火［前編］（ビッグコミック 2001年11月25日号）
  - 第2話：神南火［後編］（ビッグコミック 2001年12月10日号）
  - 第3話：太陽の馬（ビッグコミック 2002年9月10日号）
  - 第4話：沈黙の羊（ビッグコミック 2003年3月25日号）
  - 第5話：サルメの舞い（ビッグコミック 2004年3月10日号）
  - 第6話：花と磐（ビッグコミック 2004年8月17日増刊号）

### 『クビライ -世界帝国の完成-』
NHKとのタイアップ作品。2003年に放送されたNHKスペシャル『文明の道 第8集 クビライの夢・ユーラシア帝国の完成』を下敷きにした作品で、モンゴルを訪れた宗像がクビライ・ハンの時代をバックにモンゴル帝国のスケールの大きさと、それを築いた男チンギス・ハンの出自についての謎に迫る。
- 『クビライ -世界帝国の完成- NHKスペシャル「文明の道」コミックバージョン 第2巻』（日本放送協会「文明の道プロジェクト」共著。2003年、描き下ろし、日本放送出版協会、ISBN 4-14-005422-0）
  - 2008年7月にビッグコミッススペシャルより、宗像教授伝奇考・小学館特製版7巻として再刊。

## 小説
- 奥谷俊介 著・星野之宣 原作『小説 宗像教授伝奇考 縄文の磐音』（講談社KCノベルス、2007年） ISBN 978-4-06-373313-6

## テレビドラマ
- 2000年11月20日に、TBS系の『月曜ドラマスペシャル』で『宗像教授伝奇考』が『秋の旅情サスペンス(3) 歴史ミステリー歴史ロマンサスペンス 宗像教授の伝奇考 時効寸前の事件を追っていた友人が殺された!! 謎の事件を追って大福好きの教授が伝説の息づく町出雲へと旅立つ!! 伝説が息づく町出雲で起きた謎の事件! 大福好きの教授が解き明かす13年前の殺人と七星剣の呪われた因縁』のタイトルで放送された。
- 2003年9月1日には、TBSの『月曜ミステリー劇場』で『原作サスペンス特集I 宗像教授の伝奇考(2)』が放送された。
- 2007年3月10日深夜、TBSで『宗像教授伝奇考3』が放送された。原作は「西遊将門伝」。この作品の制作時期は『2』より前であり、何らかの事情でオンエアが遅れたものがTBSのみで放送された。

### キャスト
以下は『宗像教授の伝奇考(2)』版。
- 宗像伝奇：高橋英樹
- 田村亮一：植草克秀
- 林麗子：阿木燿子
- 中野琴美：三浦理恵子
- 忌部捷一郎：鶴見辰吾
- 野間洋子：小林千晴
- ヒロコ・アンダーソン：渡辺典子
- 八須清吉：河原崎建三
- 八須清太郎：日向崇
- 中根義夫：森富士夫
- 宗像江里子：朝加真由美
- 宗像湍：坂上香織
- 宗像樹：矢部美穂
- 宗像瀧：三船美佳

### スタッフ
- 製作：Joker、TBS
- 脚本：土屋斗紀雄
- プロデューサー：大川博史
- 演出：本橋圭太